# NN-248
La carretera NN‑248 es una vía departamental secundaria ubicada en el departamento de León, en el occidente de Nicaragua. Con una longitud de 7.14 kilómetros, conecta el empalme a Lechecuagos con la comarca homónima. Fue inaugurada en 2014 como parte del programa de mejoramiento de accesos rurales.

## Trazado y cruces
La siguiente tabla muestra su recorrido, localidades y principales conexiones:
| km   | Localidad                  | Departamento | Conexión / Ruta |
| ---- | -------------------------- | ------------ | --------------- |
| 0.0  | Empalme a Lechecuagos      | León         |                 |
| 3.7  | Comunidad rural intermedia | León         |                 |
| 7.14 | Comarca Lechecuagos        | León         |                 |

## Coordenadas
Uno de los tramos de la NN‑248 puede encontrarse en las coordenadas: 12°28′45″N 86°53′28″O / 12.4791, -86.8912